# Briefmarken-Jahrgang 1970 der Deutschen Post der DDR
Der Briefmarken-Jahrgang 1970 der Deutschen Post der Deutschen Demokratischen Republik umfasste 77 einzelne Sondermarken, drei Briefmarkenblocks
mit jeweils einer Sondermarke und einen Kleinbogen mit sechs Sondermarken. Elf Briefmarken wurden zusammenhängend gedruckt; dabei gab es zwei Paare mit innenliegendem Zierfeld.
In diesem Jahr wurde eine Dauermarke ausgegeben. Insgesamt wurden 97 Motive ausgegeben.
Der Nominalwert mit Zuschlägen aller Ausgaben betrug 23,90 Mark.
Alle Briefmarken-Ausgaben seit 1964 sowie die 2-Mark-Werte der Dauermarkenserie Präsident Wilhelm Pieck und die bereits seit 1961 erschienene Dauermarkenserie Staatsratsvorsitzender Walter Ulbricht waren ursprünglich unbegrenzt frankaturgültig. Mit der Wiedervereinigung verloren alle Marken nach dem 2. Oktober 1990 ihre Gültigkeit.

## Liste der Ausgaben und Motive
Legende
- Bild: Eine bearbeitete Abbildung der genannten Marke. Das Verhältnis der Größe der Briefmarken zueinander ist in diesem Artikel annähernd maßstabsgerecht dargestellt. Sollten keine Marken abgebildet sein, liegt es daran, dass das Urheberrecht des Künstlers noch nicht erloschen ist.
- Beschreibung: Eine Kurzbeschreibung des Motivs und/oder des Ausgabegrundes. Bei ausgegebenen Serien oder Blocks werden die zusammengehörigen Beschreibungen mit einer Markierung versehen eingerückt.
- Wert: Der Frankaturwert der einzelnen Marke in Pfennig. Ein „+“ bedeutet, dass es sich um eine Zuschlagsmarke handelt (= Frankaturwert + Spende).
- Ausgabedatum: Das Datum des erstmaligen Verkaufs dieser Briefmarke.
- Auflage: Soweit bekannt, wird hier die zum Verkauf angebotene Anzahl dieser Ausgabe angegeben.
- Entwurf: Soweit bekannt, wird hier angegeben, von wem der Entwurf dieser Marke stammt.
- Mi.-Nr.: Diese Briefmarke wird im Michel-Katalog unter der entsprechenden Nummer gelistet.

| Sondermarken | |      |                       |            |                                   |         |
| Bild         | Beschreibung | Wert | Ausgabe- datum (1970) | Auflage    | Entwurf                           | Mi.-Nr. |
|              | Berühmte Persönlichkeiten (IV) - Ernst Barlach (1870–1938), Bildhauer, Grafiker, Dichter | 5    | 20. Januar            | 5.000.000  | Gerhard Stauf                     | 1534    |
|              | - Johannes Gutenberg (um 1397–1468), Erfinder des Buchdrucks | 10   | 20. Januar            | 12.000.000 | Gerhard Stauf                     | 1535    |
|              | - Kurt Tucholsky (1890–1935), Schriftsteller | 15   | 20. Januar            | 4.000.000  | Gerhard Stauf                     | 1536    |
|              | - Ludwig van Beethoven (1770–1827), Komponist | 20   | 20. Januar            | 12.000.000 | Gerhard Stauf                     | 1537    |
|              | - Friedrich Hölderlin (1770–1843), Dichter | 25   | 20. Januar            | 1.700.000  | Gerhard Stauf                     | 1538    |
|              | - Georg Wilhelm Friedrich Hegel (1770–1831), Philosoph | 40   | 20. Januar            | 4.000.000  | Gerhard Stauf                     | 1539    |
|              | Internationale Leipziger Rauchwarenauktion - Hauskaninchen (Oryctolagus cuniculus forma domestica) | 10   | 5. Februar            | 12.000.000 | Axel Bengs                        | 1541    |
|              | - Rotfuchs (Vulpes vulpes) | 20   | 5. Februar            | 12.000.000 | Axel Bengs                        | 1542    |
|              | - Europäischer Nerz (Mustela lutreola) | 25   | 5. Februar            | 1.700.000  | Axel Bengs                        | 1543    |
|              | - Großhamster (Cricetus cricetus) | 40   | 5. Februar            | 4.000.000  | Axel Bengs                        | 1544    |
|              | Märchen (V): Brüderchen und Schwesterchen Diese und die folgenden fünf Marken wurden zusammen als Kleinbogen ausgegeben: - Szene aus dem Märchen                                                             | 5    | 17. Februar           | 2.500.000  | Erika Bläser und Gerhard Bläser   | 1545    |
|              | - Szene aus dem Märchen | 10   | 17. Februar           | 2.500.000  | Erika Bläser und Gerhard Bläser   | 1546    |
|              | - Szene aus dem Märchen | 15   | 17. Februar           | 2.500.000  | Erika Bläser und Gerhard Bläser   | 1547    |
|              | - Szene aus dem Märchen | 20   | 17. Februar           | 2.500.000  | Erika Bläser und Gerhard Bläser   | 1548    |
|              | - Szene aus dem Märchen | 25   | 17. Februar           | 2.500.000  | Erika Bläser und Gerhard Bläser   | 1549    |
|              | - Szene aus dem Märchen | 30   | 17. Februar           | 2.500.000  | Erika Bläser und Gerhard Bläser   | 1550    |
|              | Leipziger Frühjahrsmesse - Koordinatenschalterzentrale „ATZ 65“ | 10   | 24. Februar           | 12.000.000 | Manfred Gottschall                | 1551    |
|              | - Hochspannungs-Prüftransformator | 15   | 24. Februar           | 6.000.000  | Manfred Gottschall                | 1552    |
|              | Archäologische Funde im Landesmuseum Halle - Reiterstein (um 700); Fundort Hornhausen, Kreis Oschersleben | 10   | 10. März              | 12.000.000 | Gerhard Voigt                     | 1553    |
|              | - Spangenhelm (um 500); Stößen, Kreis Hohenmölsen | 20   | 10. März              | 12.000.000 | Gerhard Voigt                     | 1554    |
|              | - Bronzebecken (um 1000 v. Chr.); Schadeleben, Kreis Aschersleben | 25   | 10. März              | 1.700.000  | Gerhard Voigt                     | 1555    |
|              | - Tontrommel (um 2500 v. Chr.); Leuna-Rössen, Kreis Merseburg | 40   | 10. März              | 4.000.000  | Gerhard Voigt                     | 1556    |
|              | 100. Geburtstag von Wladimir Iljitsch Lenin - W.I.Lenin, Titelseite der Zeitung Iskra, Setzpult, Schnellpresse                                                                                               | 10   | 16. April             | 6.000.000  | Gerhard Stauf                     | 1557    |
|              | - W.I.Lenin, Clara Zetkin | 20   | 16. April             | 5.000.000  | Gerhard Stauf                     | 1558    |
|              | - W.I.Lenin; Titelblatt seines Werkes Staat und Revolution | 25   | 16. April             | 1.700.000  | Gerhard Stauf                     | 1559    |
|              | - Lenin-Denkmal, Eisleben | 40   | 16. April             | 3.000.000  | Gerhard Stauf                     | 1560    |
|              | - Leninplatz und Lenin-Denkmal, Berlin | 70   | 16. April             | 3.000.000  | Gerhard Stauf                     | 1561    |
|              | Lenin mit einer Ausgabe der Prawda (Diese Marke wurde nur als Briefmarkenblock ausgegeben) - W.I.Lenin | 1 M  | 16. April             | 1.700.000  | Gerhard Stauf                     | 1562    |
|              | Geschützte heimische Pflanzen (III) - Seekohl (Crambe maritima) | 10   | 28. April             | 12.000.000 | Manfred Gottschall                | 1563    |
|              | - Aufrechte Kuh- oder Küchenschelle (Pulsatilla vulgaris) | 20   | 28. April             | 12.000.000 | Manfred Gottschall                | 1564    |
|              | - Fransenenzian (Gentiana ciliata) | 25   | 28. April             | 1.700.000  | Manfred Gottschall                | 1565    |
|              | - Helmknabenkraut (Orchis militaris) | 30   | 28. April             | 3.500.000  | Manfred Gottschall                | 1566    |
|              | - Sumpfporst (Ledum palustre) | 40   | 28. April             | 3.500.000  | Manfred Gottschall                | 1567    |
|              | - Rundblättriges Wintergrün (Pyrola rotundifolia) | 70   | 28. April             | 4.000.000  | Manfred Gottschall                | 1568    |
|              | 25. Jahrestag der Befreiung vom Faschismus - Soldat der Roten Armee hisst die sowjetische Flagge auf dem Reichstagsgebäude; Motiv nach dem Foto Auf dem Berliner Reichstag, 2. Mai 1945 von Jewgeni Chaldej. | 10   | 5. Mai                | 5.000.000  | Gerhard Stauf                     | 1569    |
|              | - Titel der Zeitung Neues Deutschland; Kremlturm, Moskau;Portal des Staatsratsgebäude, Berlin; Staatswappen der DDR und der UdSSR                                                                            | 20   | 5. Mai                | 6.000.000  | Manfred Gottschall                | 1570    |
|              | - Gebäude des Rates für Gegenseitige Wirtschaftshilfe, Moskau; Flaggen der Mitgliedsländer | 25   | 5. Mai                | 1.900.000  | Manfred Gottschall                | 1571    |
|              | Diese Marke wurde als Briefmarkenblock ausgegeben: - Figurengruppe in der Mahn- und Gedenkstätte Buchenwald von Fritz Cremer                                                                                 | 70   | 5. Mai                | 2.000.000  | Karl Sauer und Gerhard Stauf      | 1572    |
|              | 25 Jahre Deutscher Demokratischer Rundfunk Die folgenden zwei Marken wurden als Zusammendruck ausgegeben: - Kurzwellenantenne, Abzeichen von Radio Berlin International, Erdkugel                            | 10   | 13. Mai               | 3.000.000  | Manfred Gottschall                | 1573    |
|              | - Funkhaus des Deutschen Rundfunks in Berlin, Abzeichen des Berliner Rundfunks, von Radio DDR I/II und des Deutschlandsenders                                                                                | 15   | 13. Mai               | 3.000.000  | Manfred Gottschall                | 1574    |
|              | Welt-Getreide- und Brotkongress, Dresden Die folgenden zwei Marken wurden als Zusammendruck mit einem dazwischenliegenden Zierfeld ausgegeben: - Ähre, Erdkugel                                              | 20   | 19. Mai               | 4.000.000  | Jochen Bertholdt                  | 1575    |
|              | - Ähre vor Kulturpalast Dresden | 25   | 19. Mai               | 4.000.000  | Jochen Bertholdt                  | 1576    |
|              | 25 Jahre Freier Deutscher Gewerkschaftsbund (FDGB); 25 Jahre Weltgewerkschaftsbund (WGB) - Fritz-Heckert-Medaille, Abzeichen des FDGB                                                                        | 20   | 9. Juni               | 10.000.000 | Axel Bengs                        | 1577    |
|              | - Abzeichen des WGB | 25   | 9. Juni               | 1.700.000  | Axel Bengs                        | 1578    |
|              | 25 Jahre Deutsche Volkspolizei - Verkehrsüberwachung durch Motorradstreife | 5    | 23. Juni              | 6.000.000  | Hilmar Zill                       | 1579    |
|              | - Volkspolizistin, Kinder | 10   | 23. Juni              | 6.000.000  | Hilmar Zill                       | 1580    |
|              | - Funkstreifenwagen GAZ M-21 Wolga | 15   | 23. Juni              | 4.000.000  | Hilmar Zill                       | 1581    |
|              | - Transportpolizist mit Funksprechgerät vor Schnelltriebzug VT 175 | 20   | 23. Juni              | 6.000.000  | Hilmar Zill                       | 1582    |
|              | - Tragflächenboot Typ Wolga der Wasserschutzpolizei | 25   | 23. Juni              | 1.700.000  | Hilmar Zill                       | 1583    |
|              | Archäologische Forschung der Humboldt-Universität Berlin Motive aus dem Löwentempel in Mussawwarat, Sudan - Die Götter Amun, Schu und Tefnut                                                                 | 10   | 23. Juni              | 8.000.000  | Jochen Bertholdt                  | 1584    |
|              | - Kopfbild des Königs Arnekhamani | 15   | 23. Juni              | 3.500.000  | Jochen Bertholdt                  | 1585    |
|              | - Rinderfries (Detail) | 20   | 23. Juni              | 8.000.000  | Jochen Bertholdt                  | 1586    |
|              | - Kopfbild des Prinzen Arka | 25   | 23. Juni              | 1.700.000  | Jochen Bertholdt                  | 1587    |
|              | - Gott Arensnuphis | 30   | 23. Juni              | 3.500.000  | Jochen Bertholdt                  | 1588    |
|              | - Gezähmte Kriegselefanten, Gefangene | 40   | 23. Juni              | 3.500.000  | Jochen Bertholdt                  | 1589    |
|              | - Kopfbild des Löwengottes Apedemak | 50   | 23. Juni              | 3.000.000  | Jochen Bertholdt                  | 1590    |
|              | 20. Jahrestag des Görlitzer Abkommens zur Oder-Neisse-Grenze Staatswappen der DDR und Polens, Fahnenband | 20   | 1. Juli               | 4.500.000  | Manfred Gottschall                | 1591    |
|              | 25 Jahre Deutscher Kulturbund (DKB) Die folgenden zwei Marken wurden als Zusammendruck mit einem dazwischenliegenden Zierfeld ausgegeben: - Ehrennadel für 20-jährige Mitgliedschaft                         | 10   | 1. Juli               | 3.500.000  | Gerhard Voigt                     | 1592    |
|              | - Johannes-R.-Becher-Medaille | 25   | 1. Juli               | 3.500.000  | Gerhard Voigt                     | 1593    |
|              | Kinder- und Jugendspartakiade - Turnen am Seitpferd | 10   | 14. Juli              | 8.000.000  | Axel Bengs                        | 1594    |
|              | - Hürdenlauf | 20+5 | 14. Juli              | 4.000.000  | Axel Bengs                        | 1595    |
|              | Pioniertreffen, Cottbus Die folgenden zwei Marken wurden als Zusammendruck ausgegeben: - Junge und Mädchen mit zusammengeknüpften Pionier-Halstüchern                                                        | 10+5 | 28. Juli              | 3.500.000  | Hans Detlefsen                    | 1596    |
|              | - Junge und Mädchen mit zusammengeknüpften Pionier-Halstüchern | 25+5 | 28. Juli              | 3.500.000  | Hans Detlefsen                    | 1597    |
|              | 25. Jahrestag der Unterzeichnung des Potsdamer Abkommens Die folgenden drei Marken wurden als Zusammendruck ausgegeben: - Innenhof des Schlosses Cecilienhof, Potsdam                                        | 10   | 28. Juli              | 4.000.000  | Bernd Steinwendner                | 1598    |
|              | - Titelseite der Broschüre „Potsdamer Abkommen, Dokumente zur Deutschlandfrage“ | 20   | 28. Juli              | 4.000.000  | Bernd Steinwendner                | 1599    |
|              | - Delegationen der UdSSR, Großbritanniens und der USA während der Konferenz | 25   | 28. Juli              | 4.000.000  | Bernd Steinwendner                | 1600    |
|              | Leipziger Herbstmesse Herrenarmbanduhr Kaliber 74, Kleintaschenuhr Kaliber 78 | 10   | 25. August            | 10.000.000 | Dietrich Dorfstecher              | 1601    |
|              | Unbesiegbares Vietnam (IV) 1. Todestag von Präsident Ho Chi Minh (1890–1969), erster Präsident von Nordvietnam                                                                                               | 20+5 | 2. September          | 5.000.000  | Karl-Heinz Bobbe                  | 1602    |
|              | Widerstandskämpfer; Internationale Mahn- und Gedenkstätten - Theodor Neubauer, Magnus Poser | 20   | 2. September          | 5.000.000  | Hans Detlefsen                    | 1603    |
|              | - Mutter Heimat, Skulptur des sowjetischen Ehrenmals in Berlin-Treptow | 25   | 2. September          | 3.500.000  | Hans Detlefsen                    | 1604    |
|              | Weltmeisterschaften im Orientierungslauf - Wettkampfkarte, Sportkompass | 10   | 15. September         | 8.000.000  | Karl-Heinz Bobbe                  | 1605    |
|              | - Wettkampfkarte, Läufer in verschiedenen Wettkampfphasen | 25   | 15. September         | 1.700.000  | Karl-Heinz Bobbe                  | 1606    |
|              | Kunstwoche; Gedenken an Otto Nagel, Käthe Kollwitz und Ernst Barlach - Otto Nagel: Der 70. Geburtstag des Waldarbeiters Scharf                                                                               | 10   | 22. September         | 8.000.000  | Klaus Wittkugel und Horst Naumann | 1607    |
|              | - Otto Nagel: Mädchenbildnis | 20   | 22. September         | 8.000.000  | Klaus Wittkugel und Horst Naumann | 1608    |
|              | - Käthe Kollwitz: Nie wieder Krieg (Plakat für den Mitteldeutschen Jugendtag 1924 in Leipzig) | 25   | 22. September         | 1.700.000  | Klaus Wittkugel                   | 1609    |
|              | - Käthe Kollwitz: Mutter mit Kind auf dem Arm | 30   | 22. September         | 3.500.000  | Klaus Wittkugel und Horst Naumann | 1610    |
|              | - Ernst Barlach: Kopf des Güstrower Ehrenmals | 40   | 22. September         | 5.000.000  | Klaus Wittkugel                   | 1611    |
|              | - Ernst Barlach: Der Flötenspieler | 50   | 22. September         | 3.500.000  | Klaus Wittkugel                   | 1612    |
|              | 2. Briefmarkenausstellung der Jugend, Chemnitz (Karl-Marx-Stadt) - Der kleine Trompeter; Fritz-Weineck-Denkmal in Halle                                                                                      | 10   | 1. Oktober            | 6.000.000  | Gerhard Voigt                     | 1613    |
|              | - Briefmarke der DDR 1950, Mi.-Nr. 726 | 15+5 | 1. Oktober            | 3.500.000  | Gerhard Voigt                     | 1614    |
|              | Manöver Waffenbrüderschaft - Emblem des Herbstmanövers des Warschauer Paktes auf dem Territorium der DDR | 10   | 1. Oktober            | 6.000.000  | Klaus Bernsdorf und Horst Wende   | 1615    |
|              | - Emblem des Herbstmanövers des Warschauer Paktes auf dem Territorium der DDR | 20   | 1. Oktober            | 3.500.000  | Klaus Bernsdorf und Horst Wende   | 1616    |
|              | Tierpark Berlin - Moschusochse (Ovibos moschatus) | 10   | 6. Oktober            | 12.000.000 | Horst Naumann                     | 1617    |
|              | - Schuhschnabel (Balaeniceps rex) | 15   | 6. Oktober            | 4.000.000  | Horst Naumann                     | 1618    |
|              | - Mendesantilope (Addax nasomaculatus) | 20   | 6. Oktober            | 12.000.000 | Horst Naumann                     | 1619    |
|              | - Malaienbär (Helarctos malayanus) | 25   | 6. Oktober            | 1.700.000  | Horst Naumann                     | 1620    |
|              | 25 Jahre Vereinte Nationen (UNO) UNO-Gebäude in New York, Emblem | 20   | 20. Oktober           | 8.000.000  | Manfred Gottschall                | 1621    |
|              | 150. Geburtstag von Friedrich Engels - F. Engels, Publizist, Sozialist | 10   | 24. November          | 10.000.000 | Gerhard Stauf                     | 1622    |
|              | - F.Engels und Karl Marx, Philosoph und Nationalökonom, Losung | 20   | 24. November          | 8.000.000  | Gerhard Stauf                     | 1623    |
|              | - F.Engels, Titelblattausschnitt seines Werkes Anti-Dühring | 25   | 24. November          | 2.000.000  | Gerhard Stauf                     | 1624    |
|              | Kakteen (I) - Blattkaktus (Epiphyllum-Hybride) | 5    | 2. Dezember           | 8.000.000  | Manfred Gottschall                | 1625    |
|              | - Bischofsmütze (Astrophytum myriostigma) | 10   | 2. Dezember           | 12.000.000 | Manfred Gottschall                | 1626    |
|              | - Echinocereus salm-dyckianus | 15   | 2. Dezember           | 5.000.000  | Manfred Gottschall                | 1627    |
|              | - Königin der Nacht (Selenicereus grandiflorus) | 20   | 2. Dezember           | 12.000.000 | Manfred Gottschall                | 1628    |
|              | - Borstiger Hakenstachelkaktus (Hamatocactus setispinus) | 25   | 2. Dezember           | 1.800.000  | Manfred Gottschall                | 1629    |
|              | - Warzenkaktus (Mammillaria boolii) | 30   | 2. Dezember           | 3.500.000  | Manfred Gottschall                | 1630    |
|              | 200. Geburtstag von Ludwig van Beethoven Diese Marke wurde als Briefmarkenblock ausgegeben: Ludwig van Beethoven, Komponist                                                                                  | 1 M  | 10. Dezember          | 1.900.000  | Gerhard Stauf                     | 1631    |
| Dauermarken  | |      |                       |            |                                   |         |
| Bild         | Beschreibung | Wert | Ausgabe- datum (1970) | Auflage    | Entwurf                           | Mi.-Nr. |
|              | Staatsratsvorsitzender Walter Ulbricht Kleinformat (V) | 1 M  | 20. Januar            | 9.790.000  | DWD                               | 1540    |

### Kleinbogen und Zusammendrucke

25 Jahre Deutscher Kulturbund (DKB)
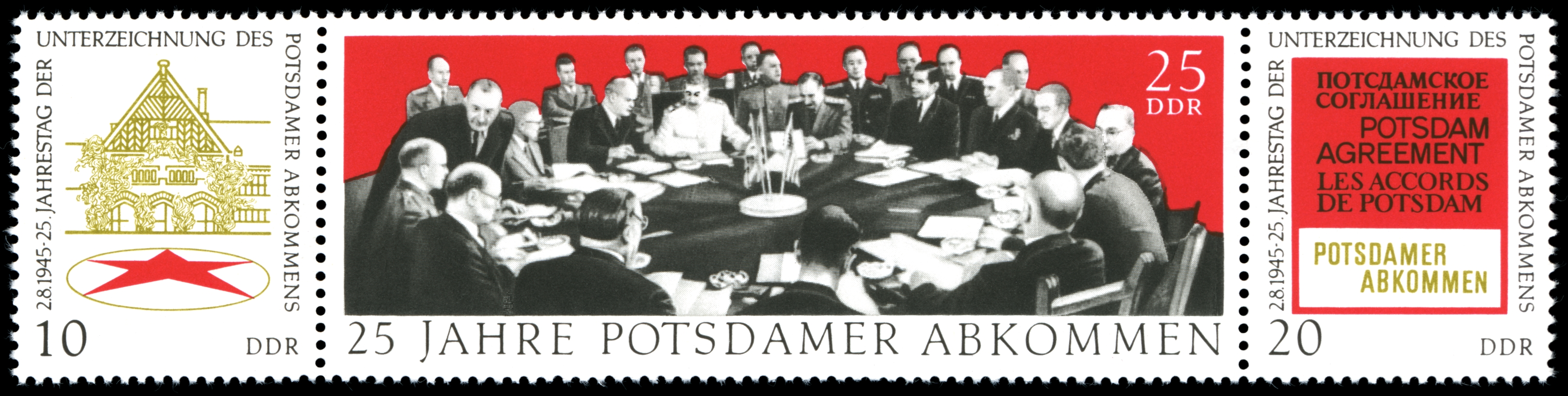
25. Jahrestag der Unterzeichnung des Potsdamer Abkommens

## Kurioses
Die Ausgaben dieses Jahres enthalten zwei Schreibfehler:
- In der Umschrift auf dem Block zum 25. Jahrestag der Befreiung ist ein antifaschistischer Schwur wiedergegeben. Das mehrfach wiederholte "WIR SCHWÖREN" ist dabei in einem Fall als "WIR SCWÖREN" gedruckt.
- Die Marke zum Rundfunkjubiläum enthält die fehlerhafte Schreibweise "RADIO BERLIN INTERNATIAONAL".